# ورد كثير الأشواك
ورد كثير الأشواك (الاسم العلمي:Rosa horrida) هو نوع من النباتات يتبع جنس الورد من الفصيلة الوردية.